# Nubma (sockenhuvudort i Kina, Tibet Autonomous Region, lat 29,46, long 89,64)
Nubma (kinesiska: Numa, 奴玛, 奴玛乡) är en sockenhuvudort i Kina. Den ligger i den autonoma regionen Tibet, i den sydvästra delen av landet, omkring 150 kilometer väster om regionhuvudstaden Lhasa. Antalet invånare är 2 967. Befolkningen består av 1 322 kvinnor och 1 645 män. Barn under 15 år utgör 26,0 %, vuxna 15-64 år 67 %, och äldre över 65 år 5,0 %.
Runt Nubma är det glesbefolkat, med 10 invånare per kvadratkilometer. Närmaste större samhälle är Lian, 19,5 km söder om Nubma. Trakten runt Nubma består i huvudsak av gräsmarker.
Genomsnittlig årsnederbörd är 648 millimeter. Den regnigaste månaden är juli, med i genomsnitt 184 mm nederbörd, och den torraste är januari, med 4 mm nederbörd.